# Nikolaos Skiathitis
Nikolaos Skiathitis (Νικόλαος Σκιαθίτης; Volos, 11 settembre 1981) è un ex canottiere greco, vincitore della medaglia di bronzo nel due di coppia pesi leggeri a Atene 2004 insieme a Vasileios Polymeros.
Nella stessa specialità, in carriera vanta anche un oro ai Giochi del Mediterraneo ad Almería 2005, oltre ad un argento mondiale nel due di coppia pesi leggeri a Lucerna 2001.

## Palmarès
- Giochi olimpici

Atene 2004: bronzo nel due di coppia pesi leggeri.
- Campionati del mondo

Lucerna 2001: argento nel quattro di coppia pesi leggeri.
- Giochi del Mediterraneo

Almería 2005: oro nel due di coppia pesi leggeri.